# Шашечница красная
Шашечница красная (лат. Melitaea didyma) — вид бабочек-нимфалид из подсемейства настоящих нимфалид. Встретить взрослую бабочку можно с апреля по сентябрь.

## Распространение
Встречается в Европе, Западной Сибири, Тибете, Западном Китае, на Кавказе и в Северной Африке.

## Описание
Размах крыльев бабочки достигает 35—50 мм.

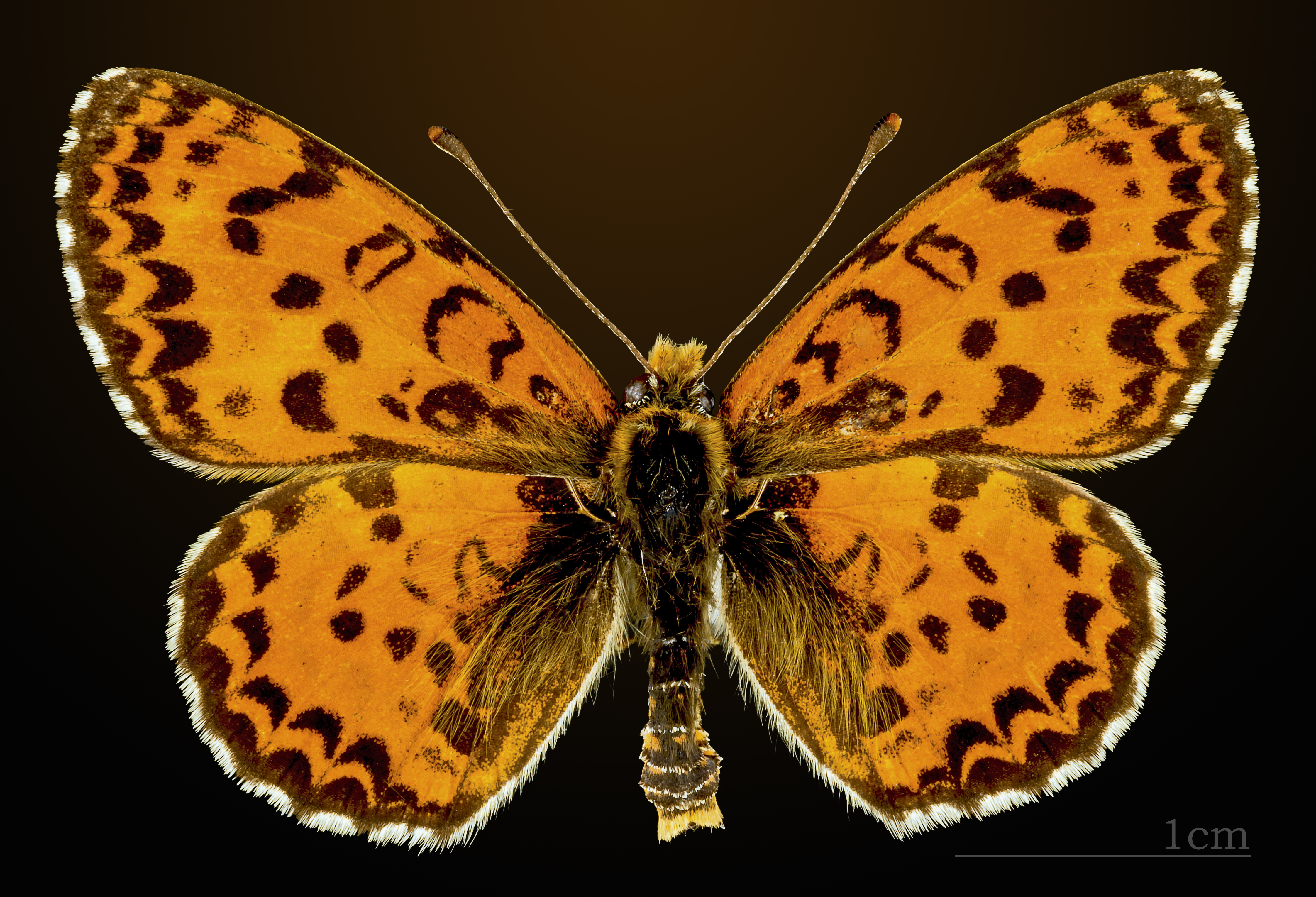
♂
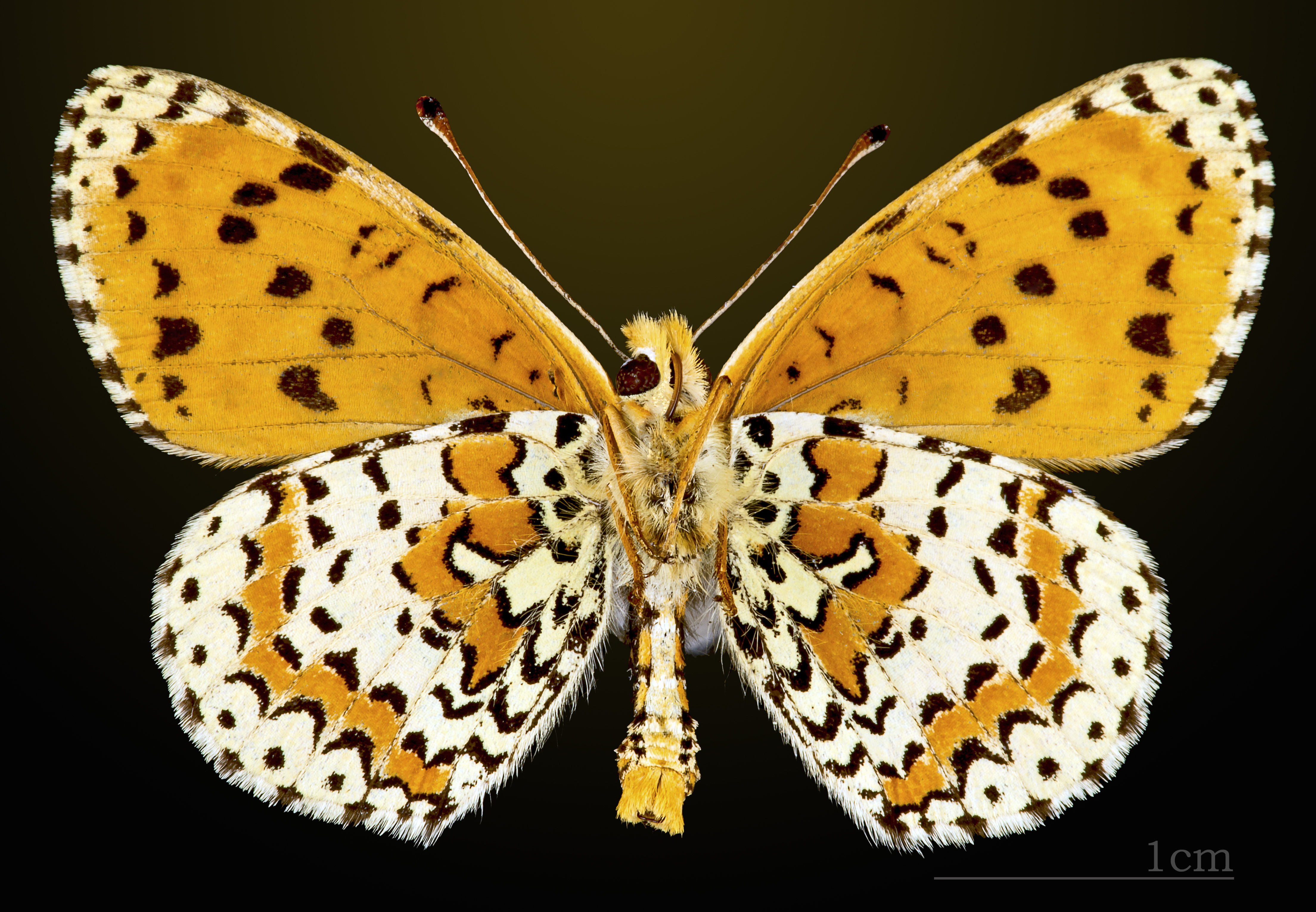
♂ △
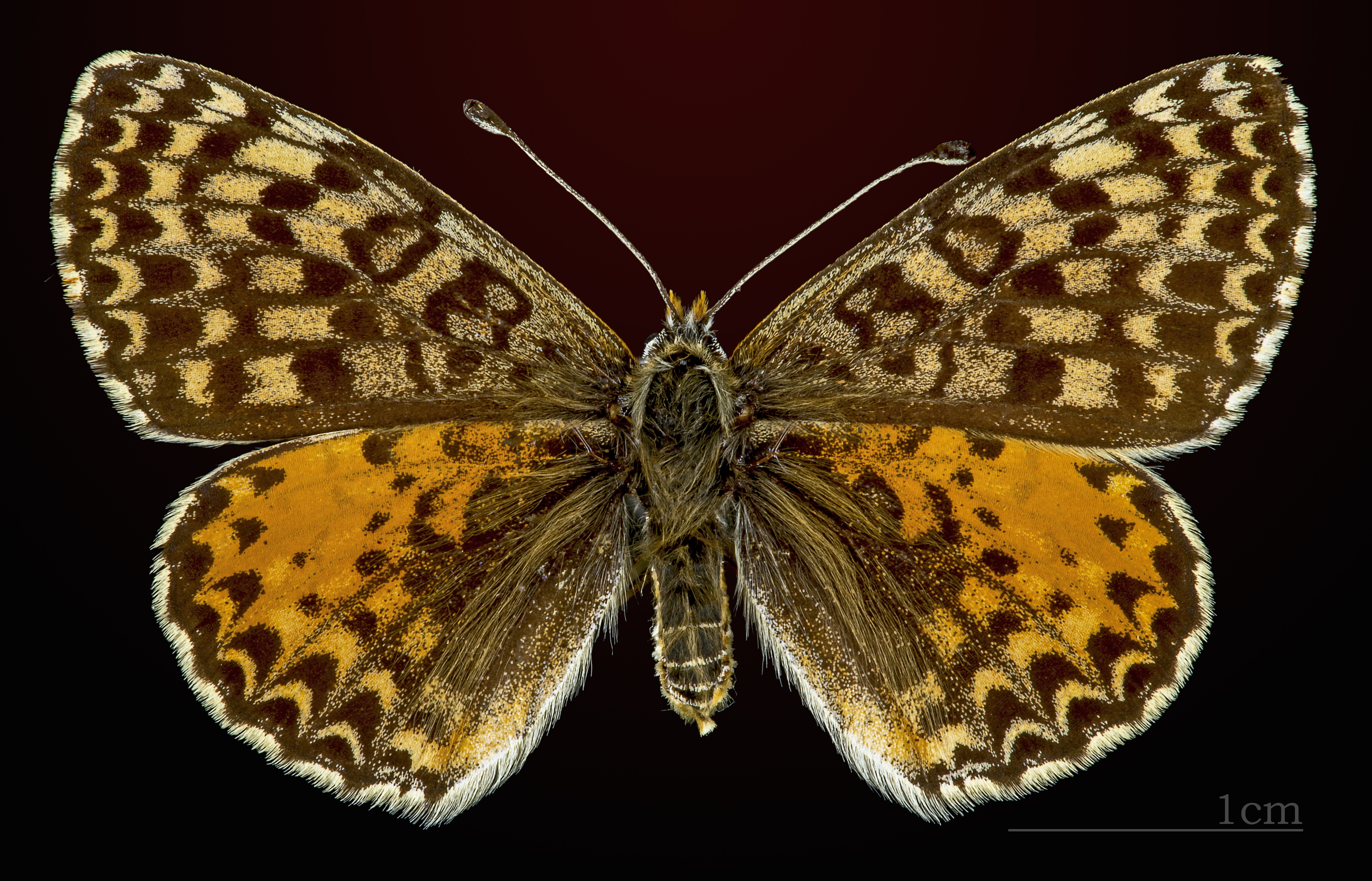
♀
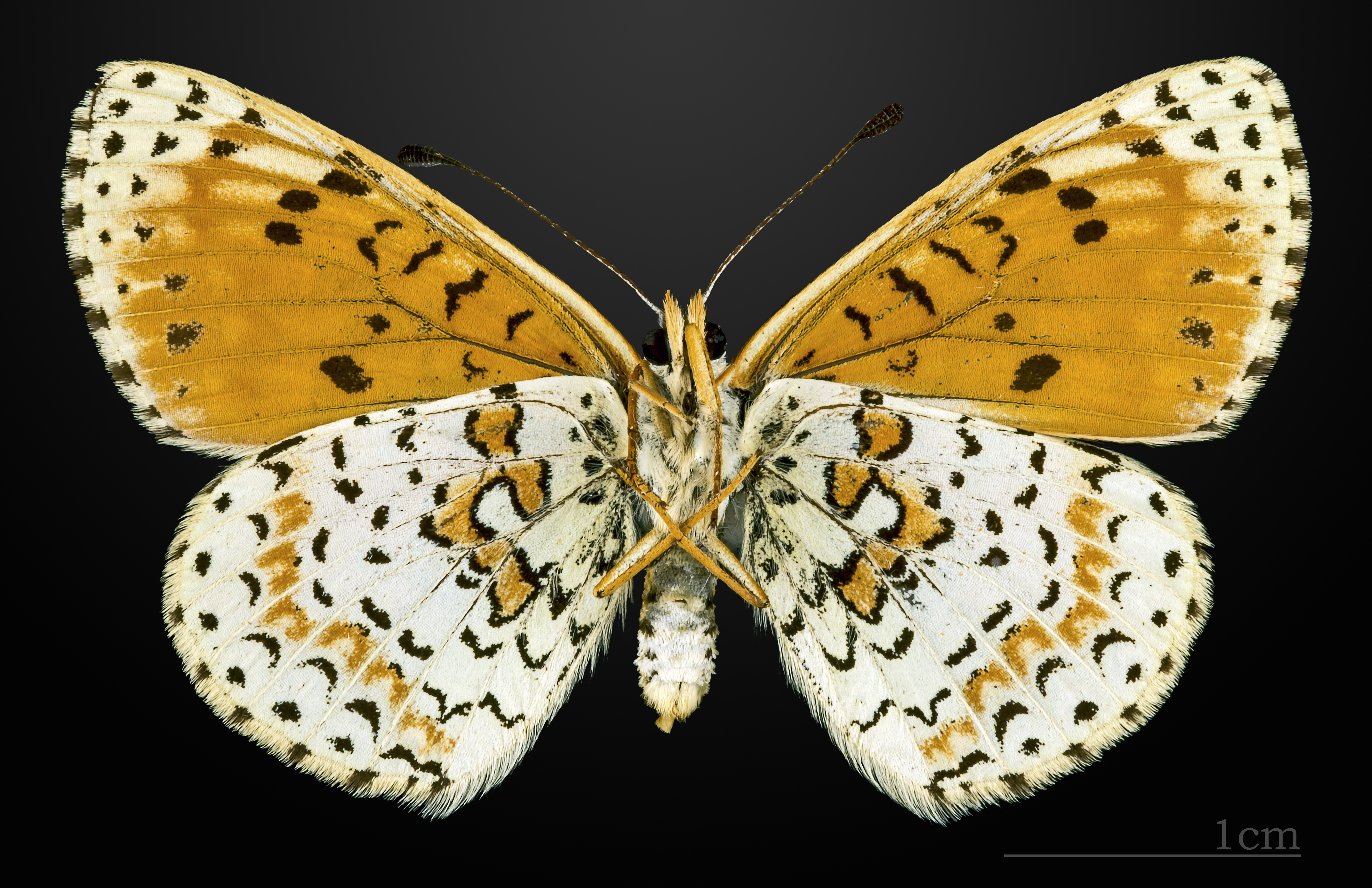
♀ △

## Экология
Гусеницы питаются на различных растениях, а именно на льнянке (Linaria), подорожнике ланцетолистном (Plantago lanceolata), веронике (Veronica), фиалке (Viola), луговом васильке (Centaurea jacea) и пурпурной наперстянке (Digitalis purpurea).

## Подвиды
- Melitaea didyma didyma (Esper, 1778) — Южная и Центральная Европа, Западная Сибирь, Кавказ, Закавказье[3]
- Melitaea didyma kirgisica Bryk, 1940 — Тарбагатай, Тянь-Шань[3]
- Melitaea didyma turkestanica Sheljuzhko, 1929 — Алайская долина[3]
- Melitaea didyma elavar Fruhstorfer, 1917 — Ghissar[3]
- Melitaea didyma occidentalis Staudinger, 1861 — Испания, Северная Африка[3]
- Melitaea didyma neera Fischer de Waldheim, 1840 — Волга, Южный Урал, Западная Сибирь[3]

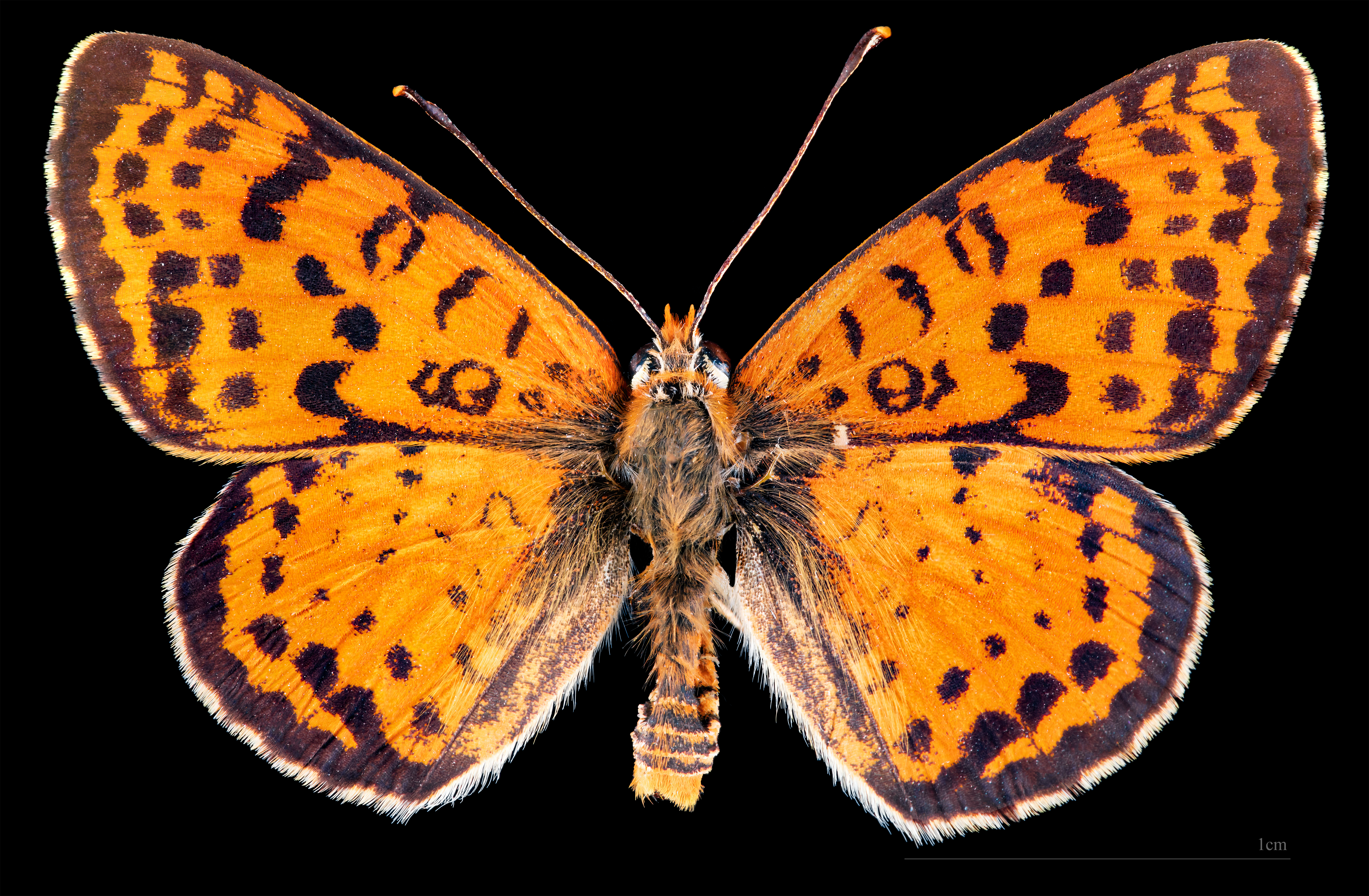
Melitaea didyma occidentalis ♂
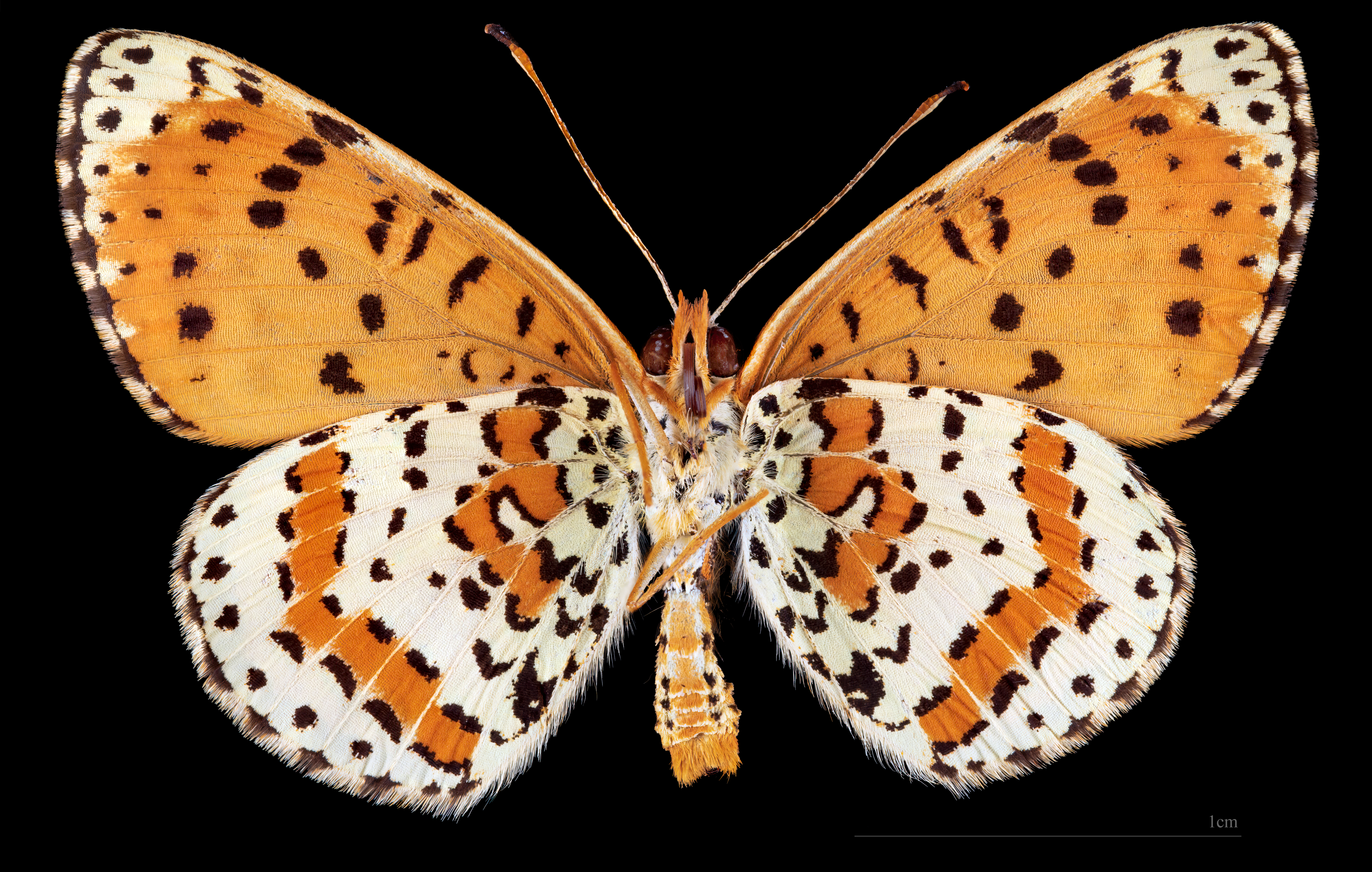
Melitaea didyma occidentalis ♂  △
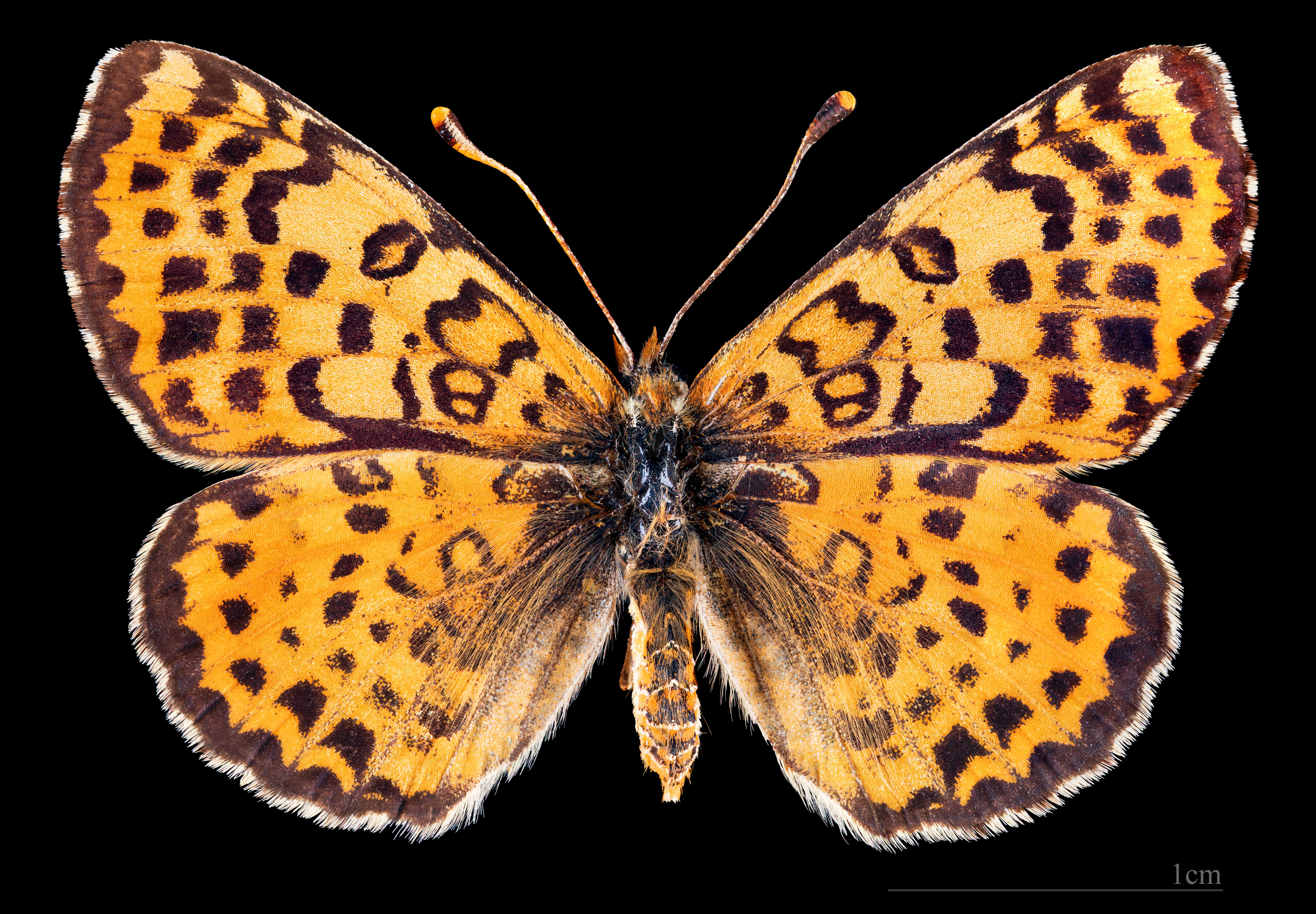
Melitaea didyma occidentalis ♀
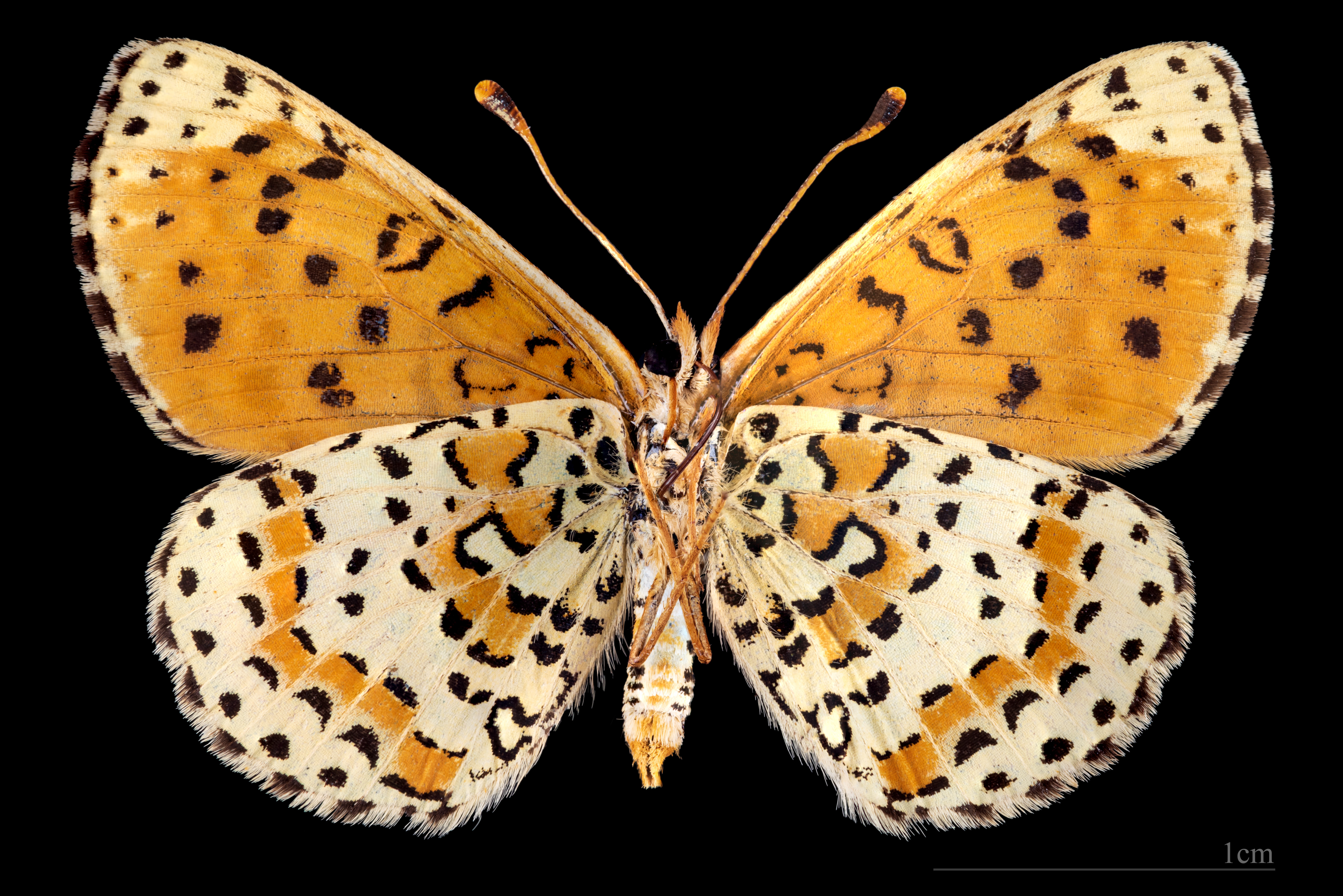
Melitaea didyma occidentalis ♀ △